# 養竹院
養竹院（ようちくいん）は、埼玉県比企郡川島町表にある臨済宗円覚寺派の寺院である。山号は常楽山。本尊は薬師如来。

## 歴史
寺伝によれば、太田道灌の甥で養子となっていた岩付城の太田資家が明応年間に養父の追福のために別の伯父である円覚寺前住職の叔悦禅懌（道灌の実弟にあたる）を開山に迎えて道灌の陣屋跡に建立したと伝えられている。また、院名は開基である資家の法名に由来するとされ、資家及びその嫡男資頼の墓も同院にある。ただし、近年の研究では、太田資家を祖とする「岩付太田氏」が岩付城を本拠としたのは、資家没後の大永4年（1524年）の事と考えられており、養竹院周辺が資家時代から資頼時代初期（岩付城攻略まで）の同氏の拠点であった可能性が高いと考えられている。
岩付太田氏の没落後の、天正19年（1591年）に徳川家康から朱印地10石が与えられ、孫の徳川家光は寛永年間に鷹狩の際に養竹院に立ち寄って朱印地10石と境内地として1万坪を与えたとされている。開山を描いた「叔悦禅師頂相」は埼玉県の重要文化財となっている。